# Der Witzling

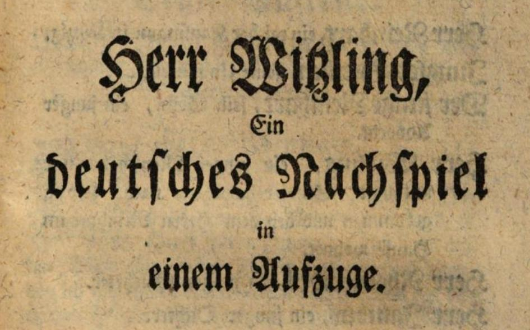
Titelseite der Erstausgabe (1745), noch unter dem Titel „Herr Witzling“

Der Witzling von Luise Adelgunde Victorie Gottsched ist eine 1745 anonym veröffentlichte Komödie, die im letzten Teil der Deutschen Schaubühne erschien, der Dramensammlung von Johann Christoph Gottsched. Das Stück verteidigt Gottscheds Schaubühne gegen zeitgenössische Kritiker, die in der Komödie nicht explizit genannt werden. 

## Handlung

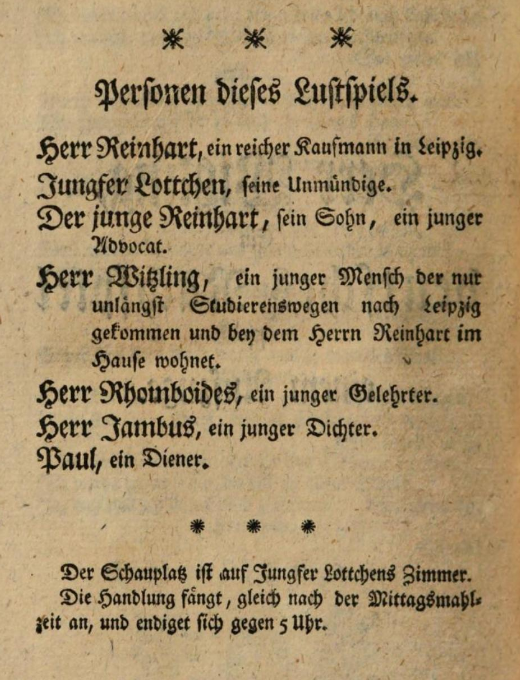
Personenverzeichnis der Erstausgabe (1745)

Der junge Student Vielwitz kommt zum Studium nach Leipzig und wohnt dort bei einem Freund seines Vaters, dem reichen Kaufmann Reinhart. Reinhart will das unmündige Lottchen mit Vielwitz verheiraten, der aus gutem Hause kommt und von dem er viel hält. Lottchen lehnt die Ehe ab, da sie Vielwitz für selbstverliebt und einen Besserwisser hält. Den Brief, den sie früher am Tag von Vielwitz erhalten hat, wirft sie achtlos zur Seite. Lottchen findet bei Reinharts Sohn Bestätigung in ihrer Ablehnung von Vielwitz, der ihn durch das Vortragen seiner Gedichte wachgehalten hat, auf die er sich viel einbildet. Der junge Reinhart plant daraufhin, zwei Bekannte, den Dichter Jambus und den Gelehrten Sinnreich, einzuladen, damit Vielwitz sich unter seinesgleichen findet.
Die angekündigten Besucher und Vielwitz unterhalten sich laut und angeregt, auch über die Deutsche Schaubühne und die darin abgedruckten Stücke, von denen die drei nichts halten. Der junge Reinhart verteidigt die Schaubühne und fragt, welche Schauspiele die Anwesenden bereits veröffentlicht hätten, um es besser zu machen. Daraufhin verweist Vielwitz auf das Päckchen, welches er Reinhart hat zukommen lassen, in dem sich ein von ihm verfasstes Schäferspiel befindet, und auch Jambus verweist auf seine Stücke. Reinharts Kritik, dass die Stücke von Jambus falsche Grammatik enthalten, entgegen die drei, dass sie sich nicht der Grammatik beugen, um eine schöne Formulierung zu zerstören. Daraufhin beschließen Vielwitz, Sinnreich und Jambus die Gründung der Sprachschnitzer-Gesellschaft, die Fehler in der deutschen Sprache pflegen soll. Kurze Zeit darauf überwerfen sich die drei allerdings wieder. Durch die falsche Verwendung von Pronomen stellt sich heraus, dass sie jeweils nur ihre regionalen Eigenheiten der Sprache, bei Vielwitz das Niedersächsische, bei Jambus und Sinnreich das Obersächsische, dulden.
Lottchens Auftreten beendet den Streit. Sie schlägt vor, dass sie sich selbst ein Bild von Vielwitz’ Arbeit machen und möchte den Brief, den er ihr geschrieben hat, vorlesen. Beim Öffnen des Briefes stellt sich heraus, dass Vielwitz die Schriften an seinen Vater, Reinhart und Lottchen verwechselt hat. So erfahren sie, dass Vielwitz schlecht über seine Gastgeber und die Leipziger Gelehrten schreibt, von denen er nun Missachtung erfährt. Durch das versehentliche Versenden des Schäferspiels an seinen Vater fürchtet Vielwitz um sein Erbe und eilt los, den Brief abzufangen.

## DieDeutsche SchaubühneimWitzling
Bei dem Schauspiel sticht die mehrmalige Erwähnung der Deutschen Schaubühne, in der das Stück erscheint, heraus. Bei einer der Textstellen findet sich die gewünschte Rezeption des gelegentlichen Lesens in der Dramensammlung, als der alte Reinhart erzählt, er lese manchmal abends darin. Später, als Vielwitz, Sinnreich und Jambus Kritik an der Schaubühne üben, es ließen sich keine Meisterstücke darin finden, verteidigt der junge Reinhart die Sammlung, der Herausgeber hätte nie welche versprochen und wolle nur regelgerechte Dramen liefern. Als Reinhart dann fragt, wo die Meisterstücke der jungen Dichter seien, wiederholt er die eigentliche Intention Gottscheds, die Forderung nach mehr Schauspielen von deutschsprachigen Dichtern, um sich nicht weiter an Übersetzungen bedienen zu müssen.
Das Stück richtet sich direkt an die Kritiker der Schaubühne, wie J. C. Gottsched in der Vorrede zum sechsten Band erklärt. Eine konkrete Zuordnung der Personen im Stück ist jedoch nicht möglich, wie er ebenfalls in der Vorrede erläutert. Auch wenn Der Witzling als Reaktion auf die Ereignisse dieser Zeit in Leipzig gesehen werden kann, sollte das Stück nicht als Kritik an einzelnen konkreten Personen verstanden werden. In der Vorrede teilt Gottsched auch mit, dass das Stück von einem Unbekannten stamme. Die Autorschaft seiner Frau deckt er erst in ihrer Biografie auf, die er nach ihrem Tod verfasst. Allerdings verweist Johann Jakob Bodmer bereits ein Jahr vor dem Erscheinen des Stücks darauf, dass ganz Leipzig wisse, die Gottschedin sei die Autorin des Schauspiels.

## Unterschiede zwischen erster und zweiter Ausgabe
Das Drama trägt in der ersten Fassung von 1745 den Titel Herr Witzling, erst in der zweiten Ausgabe von 1750 wird das Stück als Der Witzling betitelt. Neben der Anpassung des Titels wechselt auch der Name des jungen Studenten in der Hauptrolle. In der Ausgabe von 1745 heißt er „Herr Witzling“, in der überarbeiteten Ausgabe „Herr Vielwitz“. Auch der junge Gelehrte Sinnreich erfährt eine Umbenennung, er heißt in der ersten Fassung Herr Rhomboides.
Neben der Anpassung des Titels und der Namen enthält das Stück in der Ausgabe von 1750 noch den Zusatz „Horat. Gaudent scribentes & se venerantur, & ultro, Si taceas, laudant; quidquid scripsere beati.“ Das Zitat stammt aus einem Brief von Horaz an Julius Florus, der den Hochmut schlechter Dichter kritisiert.
Außerdem gibt es einige kleinere, meist orthografische Anpassungen im Text, die allerdings zu keiner maßgeblichen Änderung des Inhaltes führen.

## Ausgaben
- Luise Adelgunde Victoria Gottsched: Herr Witzling. Ein deutsches Nachspiel in einem Aufzuge. In: Gottsched, Johann Christoph (Hrsg.): Der Deutschen Schaubühne nach den Regeln und Mustern der Alten, Sechster und letzter Theil, darinnen sechs neue Stücke enthalten sind, ans Licht gestellt von Johann Christoph Gottscheden. Leipzig 1745. S. 509–551. (online in der Google-Buchsuche)
- Luise Adelgunde Victoria Gottsched: Der Witzling. Ein deutsches Nachspiel in einem Aufzuge. In: Gottsched, Johann Christoph (Hrsg.): Der Deutschen Schaubühne nach den Regeln und Mustern der Alten, Sechster und letzter Theil, darinnen sechs neue Stücke enthalten sind, ans Licht gestellt von Johann Christoph Gottscheden. Zweyte verbesserte Auflage. Leipzig 1750. S. 509–551. (online)